# Josep Plans i Bagués
Josep Plans i Bagués (Sabadell, Vallès Occidental, 1857 - 1909) fou un compositor sabadellenc.
Va començar a estudiar música amb el compositor i mestre de capella Antoni Oller i Biosca a l'Església de Sant Fèlix de Sabadell i, temps després, a l'Església de Santa Anna de Barcelona, amb el mestre Anselm Barba i Balanzó. El 1873 començà a treballar com a músic a l'Església de la Puríssima Concepció de Sabadell. El 1898 el van nomenar director de l'Escola Municipal de Música de Sabadell. Va compondre música religiosa, coral, simfònica i de cambra.